# Гонсалес, Артуро Альфонсо
Артуро Альфонсо Гонсалес Гонсалес (исп. Arturo Alfonso González González; 5 сентября 1994, Рейноса, Мексика) — мексиканский футболист, вингер клуба «Монтеррей» и сборной Мексики, выступающий на правах аренды за клуб «Пачука». Участник Олимпийских игр 2016 года в Рио-де-Жанейро.

## Клубная карьера
Гонсалес — воспитанник академии клуба «Атлас». В детстве он активно занимался бейсболом, но после перелома руки, решил стать футболистом. В 2011 году Артуро был включен в заявку команды на сезон, но на поле так и не вышел. 19 февраля 2012 года в матче против УАНЛ Тигрес Гонсалес дебютировал в мексиканской Примере. 4 ноября в поединке против «Пуэблы» он забил свой первый гол за «Атлас».
Летом 2016 года Гонсалес перешёл в «Монтеррей». 17 июля в матче против «Пуэблы» он дебютировал за новую команду.

## Международная карьера
В 2011 году в составе юношеской сборной Мексики Гонсалес выиграл юношеский домашний чемпионата мира. На турнире он сыграл в матчах против команд Северной Кореи, Конго, Нидерландов, Панамы, Франции, Германии и Уругвая. В поединке против голландцев Артуро забил гол.
В 2013 году Артуро был включён в заявку молодёжной сборной Мексики на участие в молодёжном Чемпионате мира в Турции. На турнире он сыграл в матчах против Парагвая, Греции и Испании. В поединке против сверстников из Испании Гонсалес забил гол.
10 октября 2014 года в товарищеском матче против сборной Гондураса Артуро дебютировал за сборную Мексики, заменив во втором тайме Марко Фабиана.
Летом 2016 года Гонсалес в составе олимпийской сборной Мексики принял участие в Олимпийских играх в в Рио-де-Жанейро. На турнире он сыграл в матчах против команд Фиджи и Южной Кореи.

## Достижения
Международные
 Мексика (до 17)
- Чемпионат мира по футболу среди юношеских команд — 2011